# Grupo Autonómico Leonés
El Grupo Autonómico Leonés (GAL) va ser una associació leonesista les activitats de la qual es van desenvolupar entre finals dels 70 i mitjans dels 80. Va ser fundada l'11 d'octubre de 1977, a la ciutat de Lleó. El desencadenant de la seva fundació va ser la decisió del PCE de donar suport la integració de les províncies de la regió lleonesa en el proper règim preautonòmic, que donaria lloc, anys després, a la formació de la comunitat autònoma de Castella i Lleó.
Diversos militants comunistes, descontentaments amb aquesta decisió, decidiren formar una organització per al foment de la consciència leonesista, la difusió de la realitat i símbols lleonesos, i finalment, la consecució d'un estatut d'autonomia per al País Lleonès. Els seus promotors foren: Carlos Javier Llamazares, Pilar Ugidos, Isabel Huerga, Bladimiro Vidal, Margarita Morán i María del Carmen García. La seva legalització no va ser gens fàcil, ja que no es va materialitzar fins a més de tres anys després de la presentació dels seus estatuts en el Govern Civil de Lleó. Darrere d'aquestes traves governamentals molts van veure la llarga mà de Rodolfo Martín Villa.
El GAL era un grup apartidista i independent, però admetia la doble militància dels seus membres en qualsevol partit polític, si bé la gran majoria dels seus membres inicials eren militants d'esquerra. Això es traduïa en la utilització, en el seu discurs públic, de termes com "feixistes", "autodeterminació" o "lluita popular". La posterior entrada a la GAL de leonesistes de tendència socialdemòcrata, i fins i tot liberal, va produir una escissió el 1978 de militants propers a la Lliga Comunista Revolucionària, que van abandonar l'associació per a constituir l'Assemblea Regionalista Lleonesa.
En aquest mateix any, el GAL va presentar un Estatut per a la Regió de Lleó, compost per 41 articles, tres disposicions transitòries i una final. En l'estatut no es feia referència a les províncies, sent la comarca el pilar bàsic de l'autonomia lleonesa, l'objectiu de la qual s'expressava en l'article 1.1: Garantir el dret del poble de les Comarques de la Regió Lleonesa al seu autogovern. Alhora, deixava oberta la possibilitat d'integració de comarques limítrofes en el territori lleonès. Des de la seva presentació el GAL va tenir una àmplia presència als mitjans de comunicació, especialment als de la província de Lleó, on va arribar a tenir un programa setmanal de quinze minuts en l'emissora La Voz de León. També va tenir una àmplia relació amb altres organitzacions leonesistes i d'altres pobles, com la Comunidad Castellana de Castella o l'ADIC de Cantàbria.